# Monumento a Maria Teresa a Vienna

## Storia

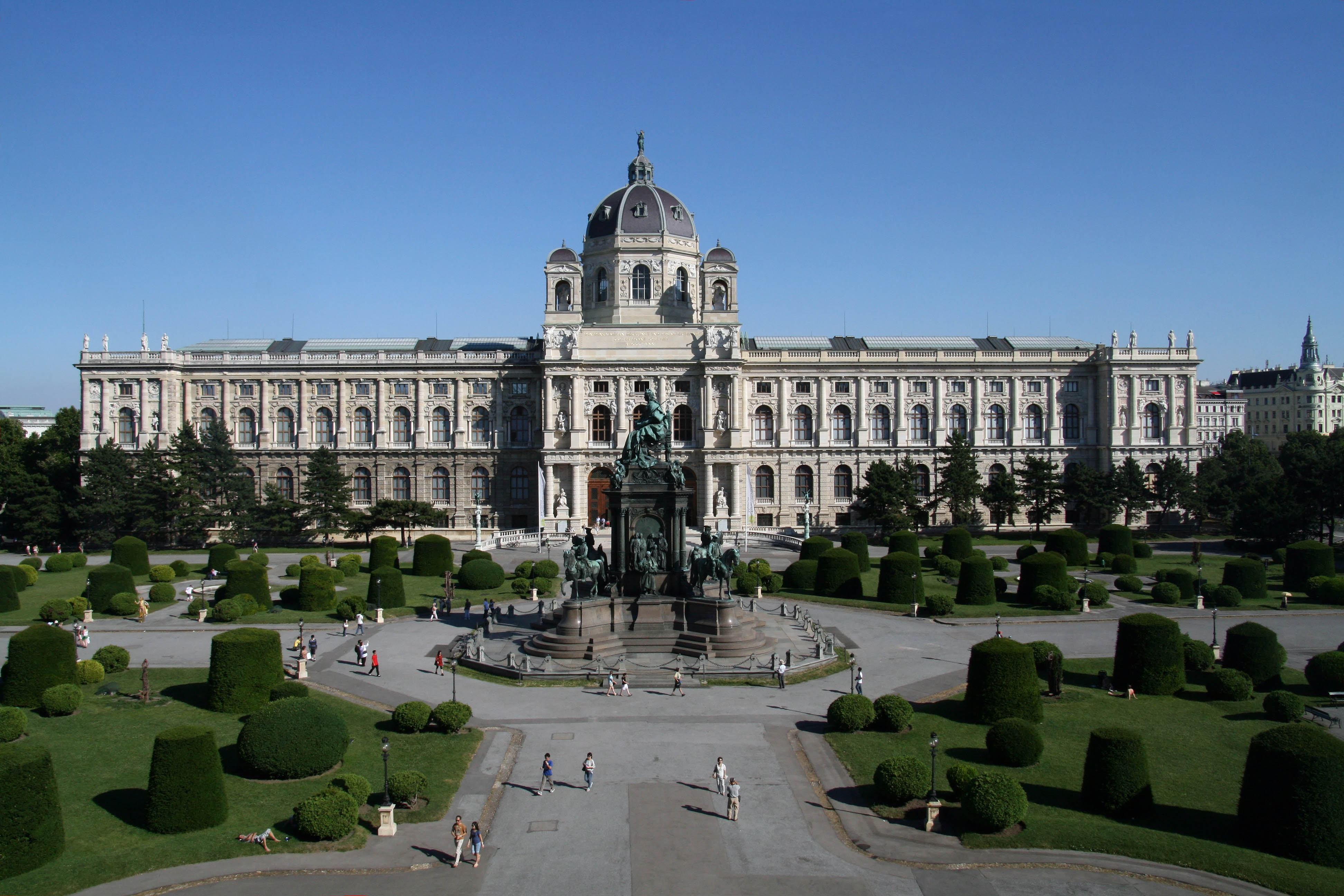
La Maria-Theresien-Platz con al centro il monumento dedicato a Maria Teresa. Sullo sfondo il palazzo del Kunsthistorisches Museum.

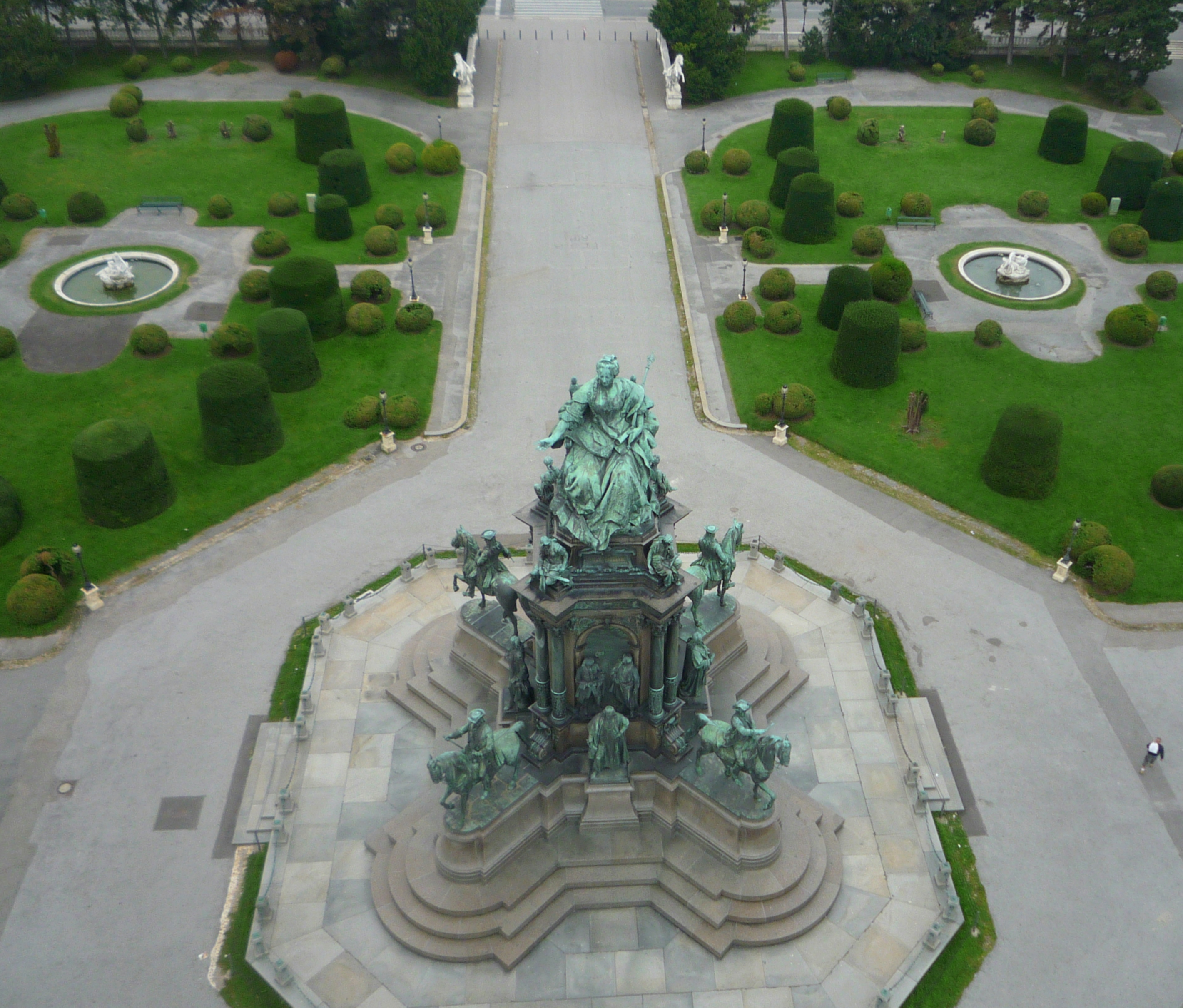
Il monumento con i parterre verdi attorno.

L'impero d'Austria aveva perso, rispettivamente nel 1859 e nel 1866, la Lombardia ed il Veneto a favore del neonato Regno d'Italia. Nel 1871 la Germania si era proclamata indipendente con la costituzione dell'Impero tedesco sotto l'egida della Prussia. Nel 1867 l'imperatore Francesco Giuseppe d'Austria aveva dovuto accettare con l'Ungheria il compromesso di una monarchia duale (austro-ungarica appunto) con un governo a Vienna ed uno a Budapest. Durante l'Esposizione Mondiale del 1873 tenutasi a Vienna, il liberismo aveva fatto la sua comparsa prorompente nell'economia e nella società viennese, racimolando facilmente voti anche presso i nuovi partiti di massa di ispirazione cristiano-sociale e democratica che si affiancavano ai già presenti movimenti nazionali proprio di uno stato multietnico come l'Austria all'epoca.

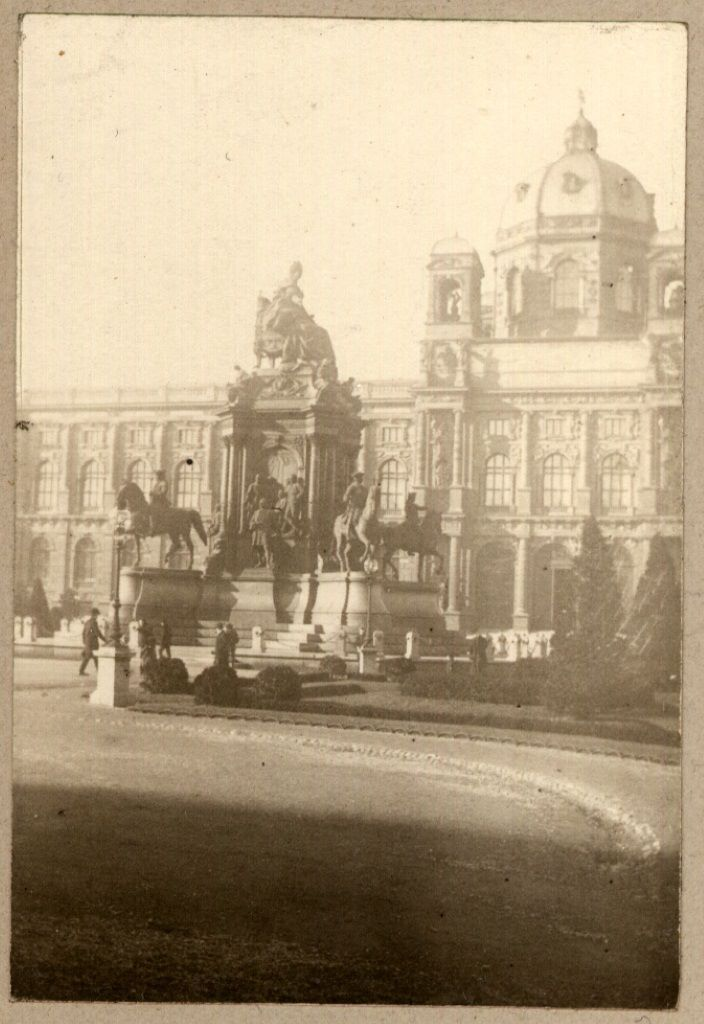
Il monumento a Maria Teresa nel 1913.

Tutti questi fattori insieme avevano offuscato notevolmente lo splendore e la gloria dello stato imperiale come era inteso da Francesco Giuseppe e come tale egli reagì prontamente rivoluzionando completamente il volto di Vienna così da mostrare una capitale nuova, moderna e soprattutto all'altezza delle altre europee. A partire dal 1858, infatti, e sino al 1865 fece perdurare i lavori per la costruzione della Ringstraße nel pieno centro storico, un grande boulevard circolare sul modello di quelli francesi, con ampi spazi per la socializzazione. Uno dei centri nevralgici di questa opera fu quella che divenne nota come Maria-Theresien-Platz o "Piazza Maria Teresa" che, assieme alla Heldenplatz di fronte alla Hofburg (il palazzo imperiale a Vienna). Nel centro di una delle nuove piazze principali di Vienna doveva quindi nell'idea di Francesco Giuseppe sorgere un monumento significativo che ravvicinasse tutta la nazione attorno ad un simbolo, e scelse pertanto di commemorare con questo Maria Teresa d'Austria, una delle più grandi imperatrici che fondò il vero e proprio impero su cui l'Austria ancora si reggeva a distanza di oltre un secolo dalla sua nascita. Maria Teresa, grazie al suo matrimonio con Francesco Stefano di Lorena, aveva riportato agli Asburgo il diritto ereditario di elezione al trono del Sacro Romano Impero ed aveva permesso la continuazione della dinastia come Asburgo-Lorena. Il suo governo era ed è ancora oggi il simbolo di una politica né partigiana né nazionale, guidata unicamente dalla saggezza dei governanti la cui popolarità doveva essere d'esempio e radunare l'Austria appunto attorno alla sua storia, attraverso uno dei rappresentanti più popolari della storia austriaca.

## Descrizione

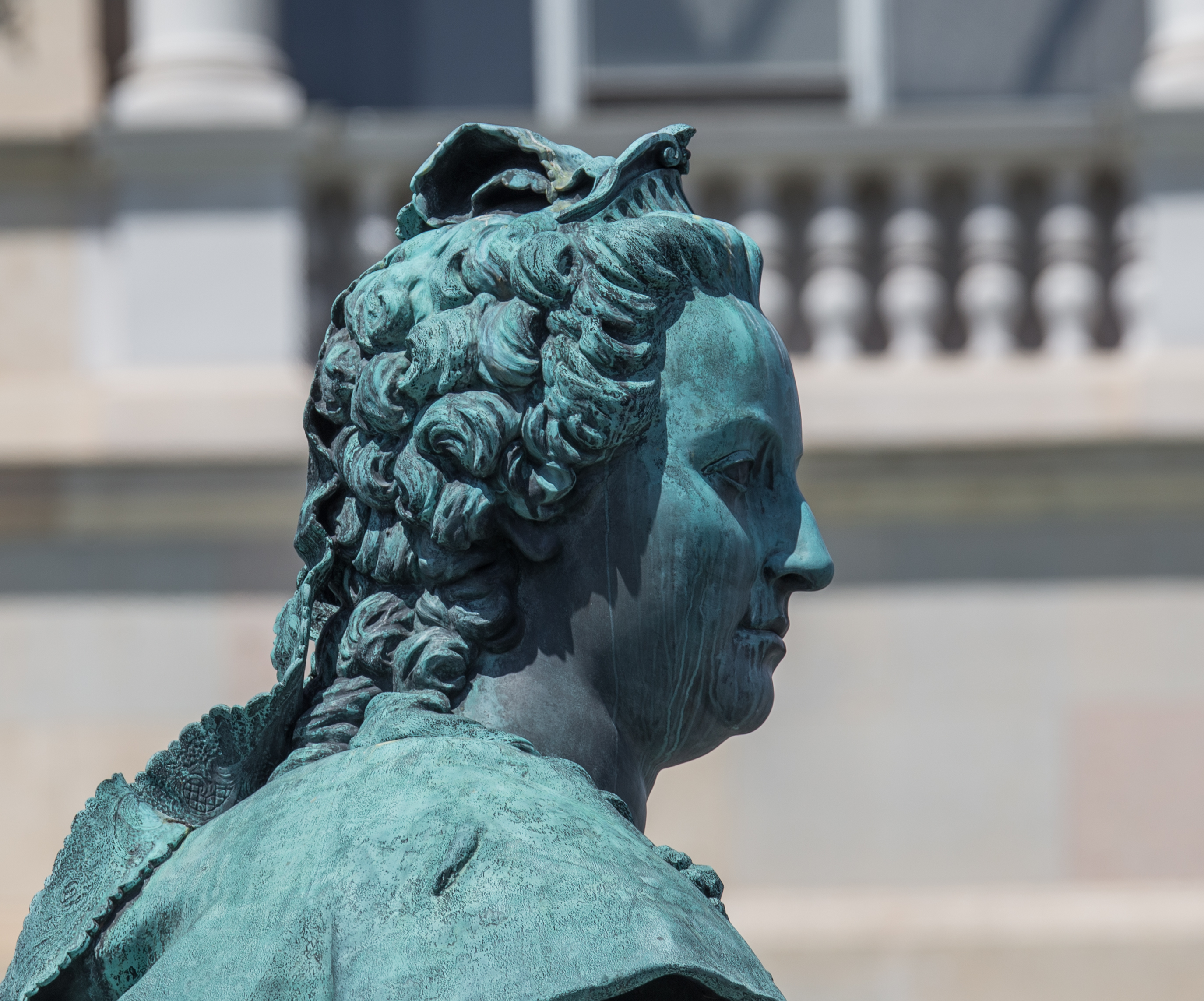
Particolare del personaggio principale.

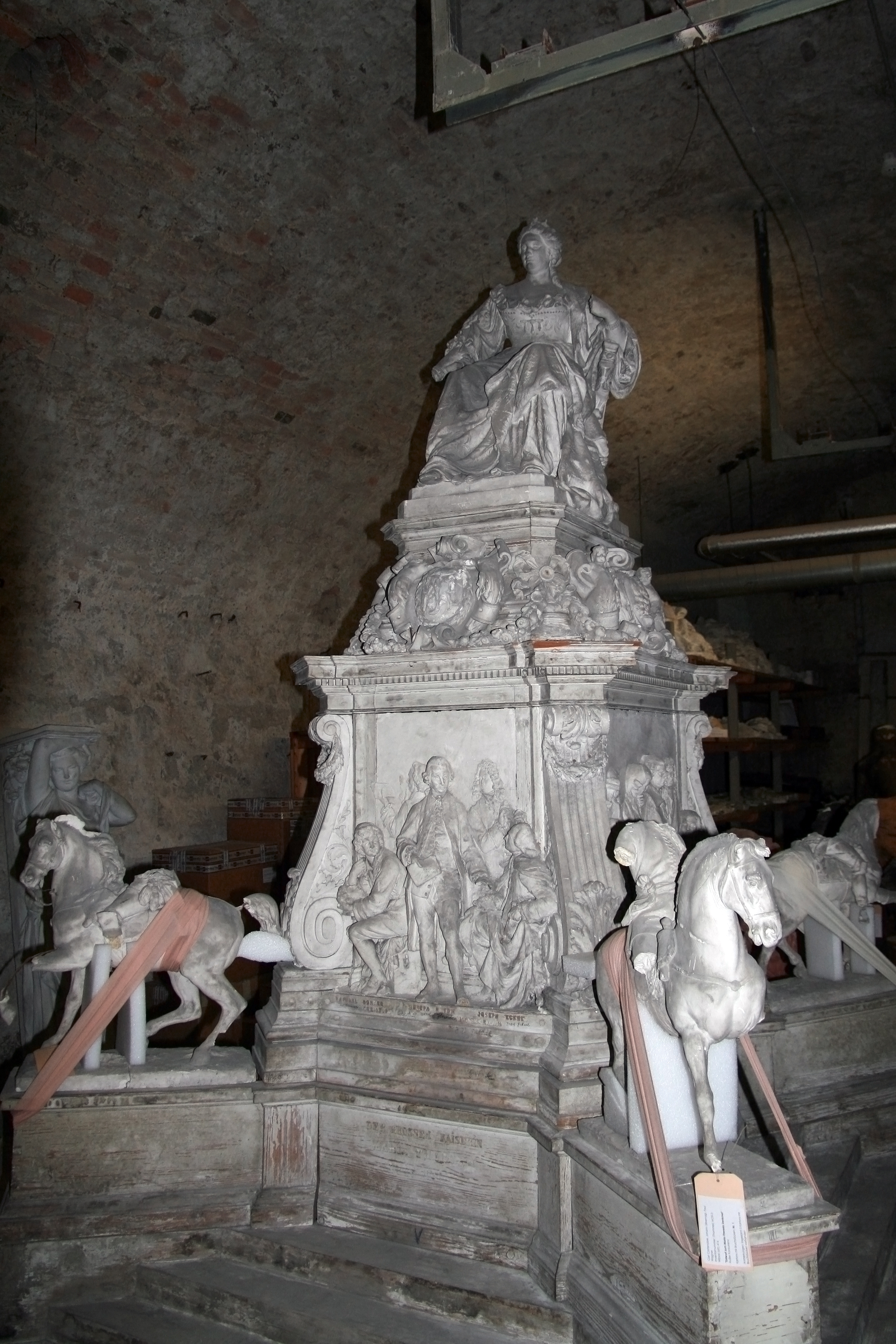
Bozza in gesso del monumento a Maria Teresa.

Per l'esecuzione del monumento a Maria Teresa, venne richiesto dal 1874 l'intervento di tre scultori: Johannes Benk, Carl Kundmann e Caspar Zumbusch che realizzarono un progetto comune, dividendosi poi i compiti nella realizzazione delle diverse statue bronzee che compongono il monumento. Al monumento occorsero 13 anni per essere completato, con un peso totale di 44 tonnellate. Carl von Hasenauer progettò invece l'architettura del monumento con il piedistallo che si estende su una superficie di 632 metri quadrati e fa raggiungere al monumento i 19,36 m di altezza. Sulla cima più alta sta la figura dell'imperatrice che da sola ha 6 metri di altezza. La base ed il basamento del monumento sono realizzati in granito di Mauthausen e di Enns, oltre a granito di San Pietroburgo e di Plzeň, mentre le colonne sono realizzate in serpentino di Vipiteno, in Sud-Tirolo.
Per la progettazione del complesso di statue venne interpellato anche Alfred von Arneth, direttore dell'Archivio di Stato di Vienna il quale diede una contestualizzazione storica all'opera: la sovrana si trova seduta sul suo trono, in cima alla composizione, mentre impugna nella mano sinistra uno scettro e la prammatica sanzione, mentre con la mano destra saluta il popolo. Seduti intorno al trono sul cornicione stanno delle personificazioni allegoriche delle virtù cardinali: prudenza, giustizia, fortezza, temperanza.
Ad ognuno dei quattro lati si trova un timpano con un rilievo ed una statua indipendente, ispirata a personaggi chiave che guidarono il governo di Maria Teresa:
- Il "consigliere", personificato da Wenzel Anton von Kaunitz-Rietberg, dietro il quale si trova un altorilievo che raduna i consiglieri Johann Christoph von Bartenstein, Gundakar Thomas von Starhemberg e Florimond Claude, conte di Mercy-Argenteau con una vista della Gloriette del giardino del castello di Schönbrunn.
- L'"amministratore", personificato da Friedrich Wilhelm von Haugwitz, dietro il quale si trova un altorilievo che raggruppa gli amministratori Antal Grassalkovich, Samuel von Brukenthal, Paul Joseph von Riegger, Karl Anton Martini e Joseph von Sonnenfels in una sala di consultazione della Hofburg.
- Il "militare" Giuseppe Venceslao del Liechtenstein, dietro il quale si trova un altorilievo che raggruppa i generali Franz Moritz von Lacy, András Hadik e Franz Leopold von Nádasdy davanti al castello di Wiener Neustadt, sede dal 1752 dell'Accademia Militare Teresiana, fondata dall'imperatrice stessa.
- La "scienza" e l'"arte", personificate dal medico Gerard van Swieten, dietro il quale si trova un altorilievo che raggruppa il numismatico Joseph Hilarius Eckhel, lo storico György Pray ed il compositore Christoph Willibald Gluck, Joseph Haydn assieme al piccolo Wolfgang Amadeus Mozart di fronte alla vecchia università di Vienna.

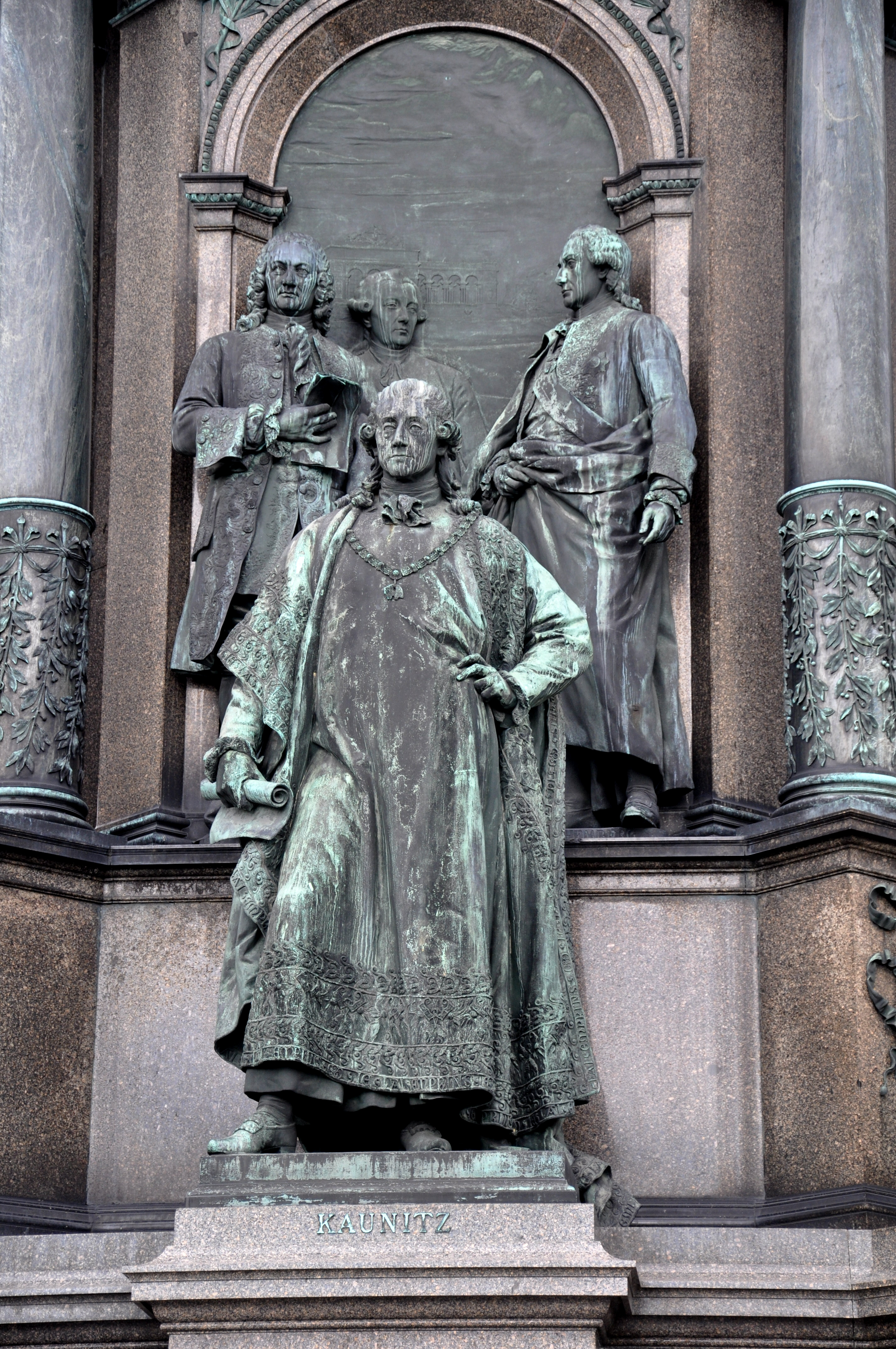
Il "consigliere"
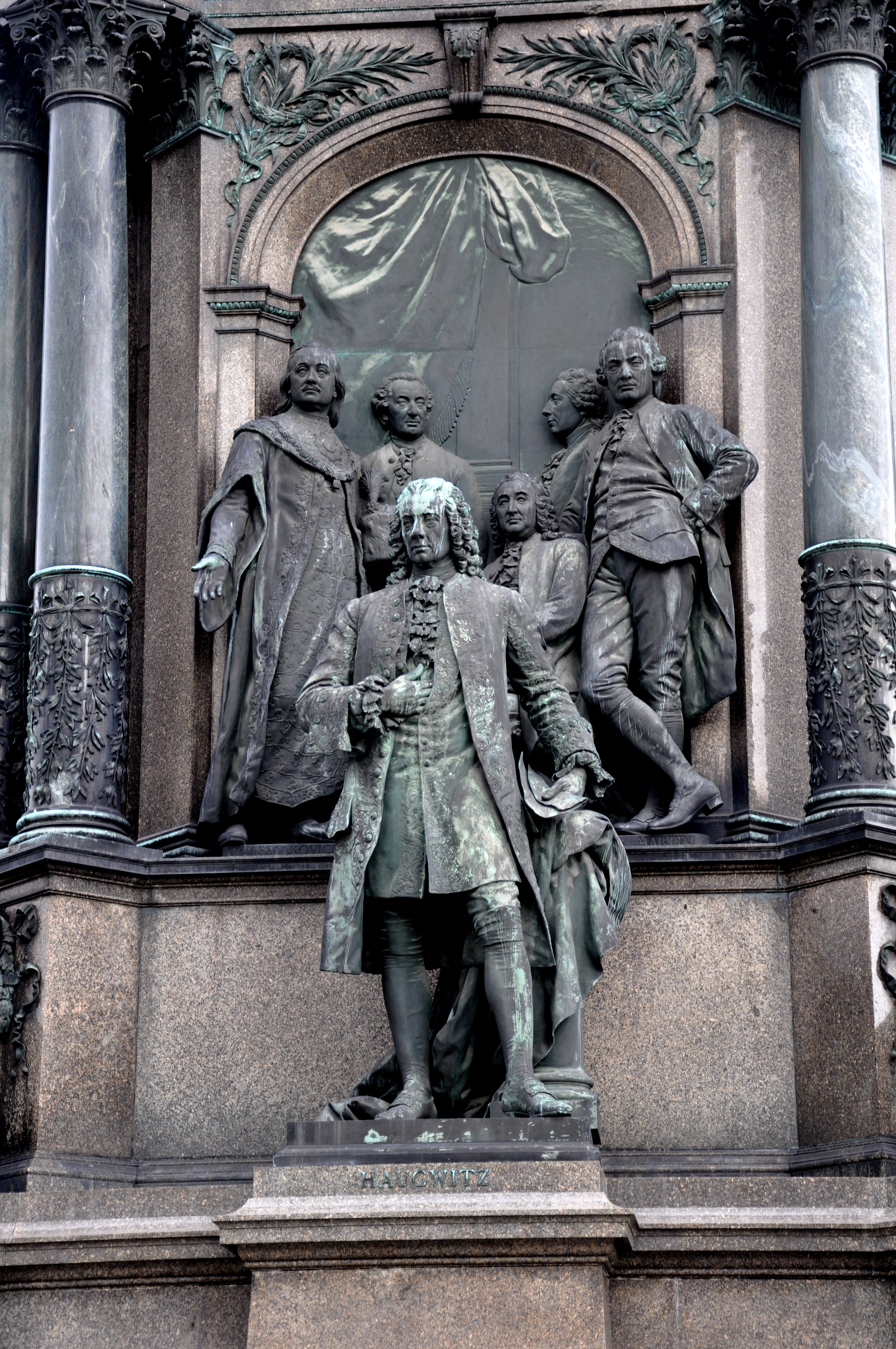
"L'amministratore"
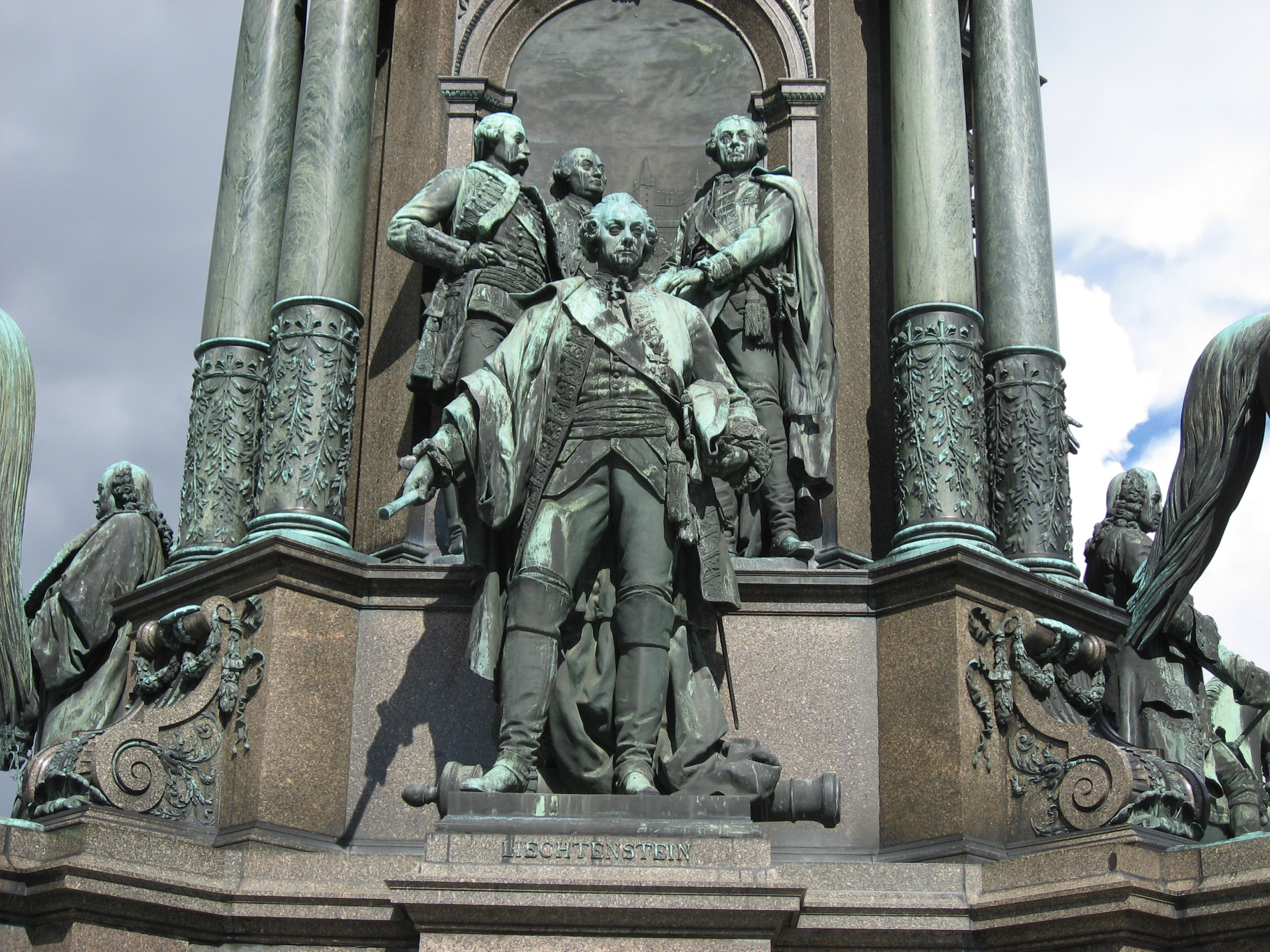
Il "militare"
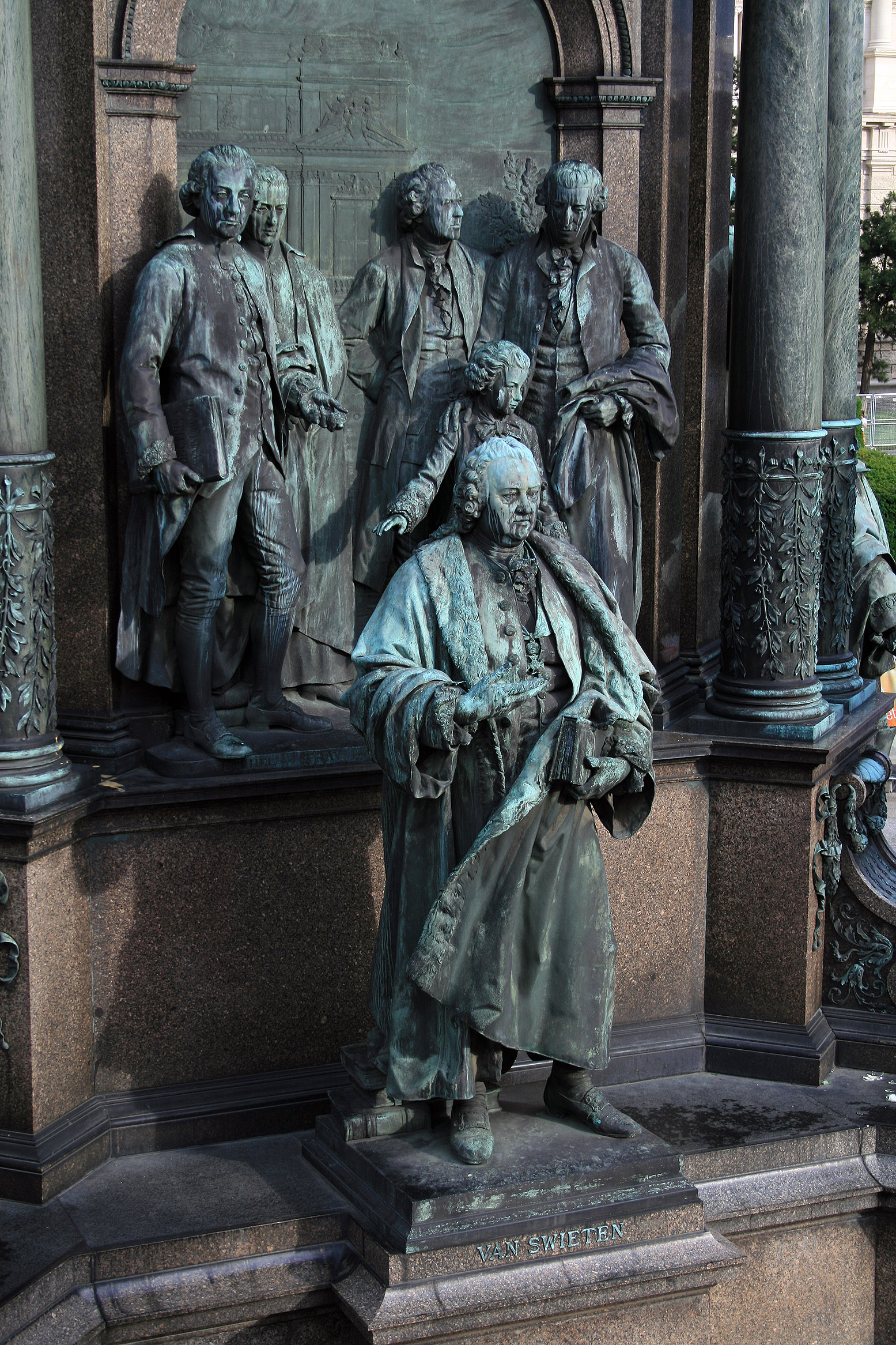
La "scienza" e l'"arte"

Sugli assi diagonali il monumento è circondato da quattro statue equestri di quattro generali d'esercito dell'epoca di Maria Teresa e che contribuirono a costruire la grandezza dell'Impero austriaco: Leopold Joseph von Daun (1705-1766), Ludwig Andreas von Khevenhüller (1683-1744), Ernst Gideon von Laudon (1717-1790) e Otto Ferdinand von Abensperg und Traun (1677-1748).

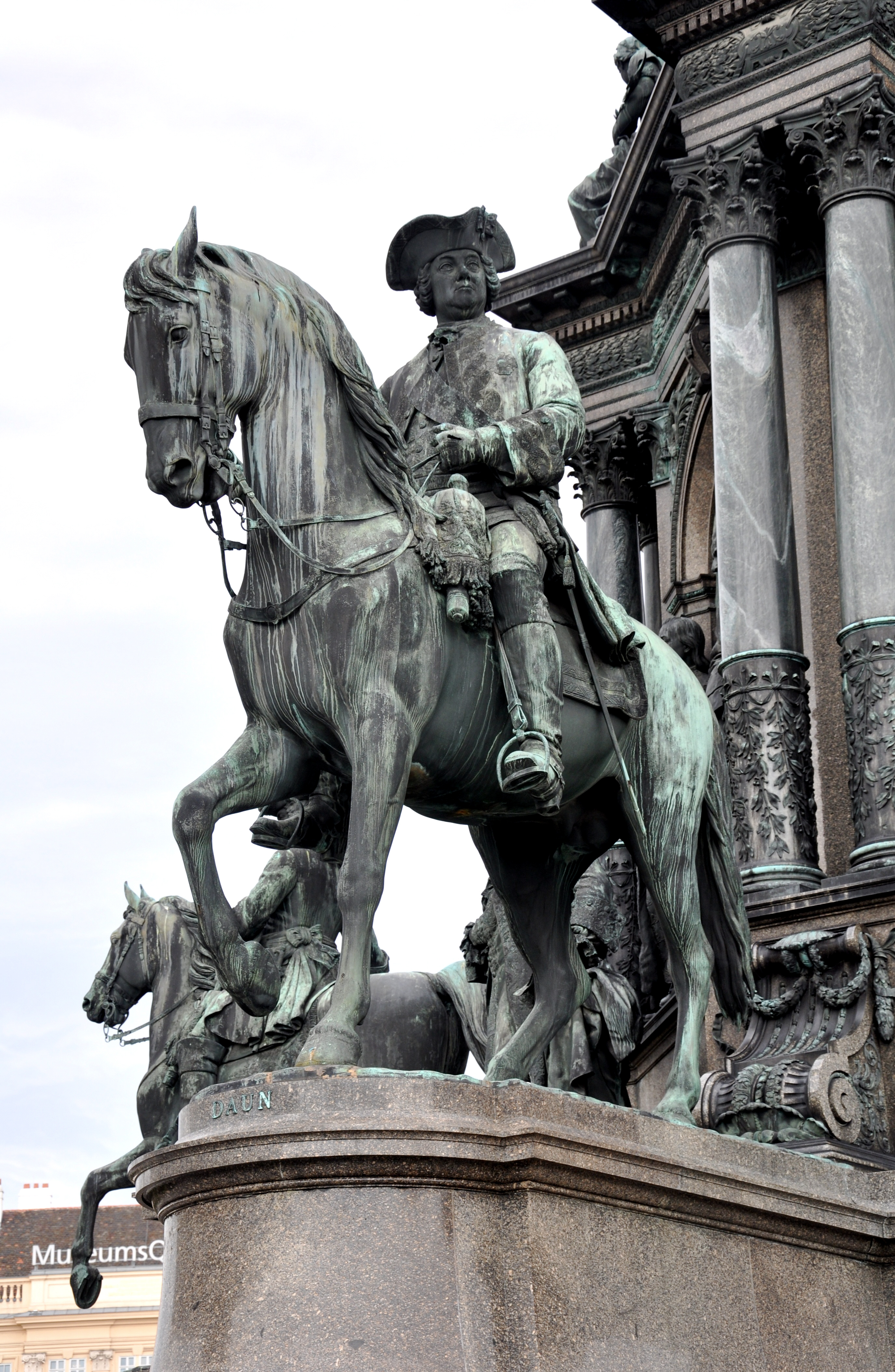
Leopold Joseph von Daun
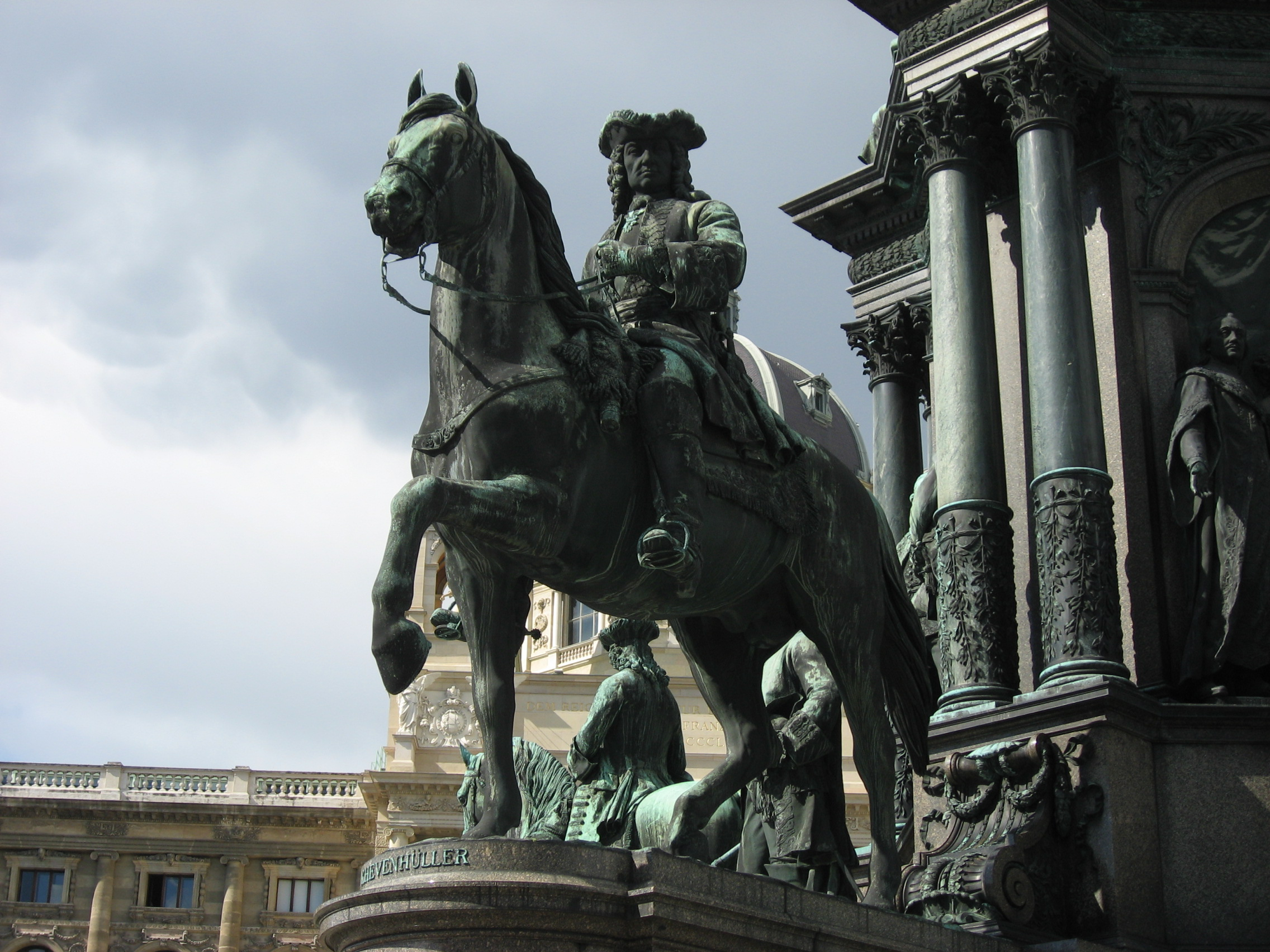
Ludwig Andreas von Khevenhüller
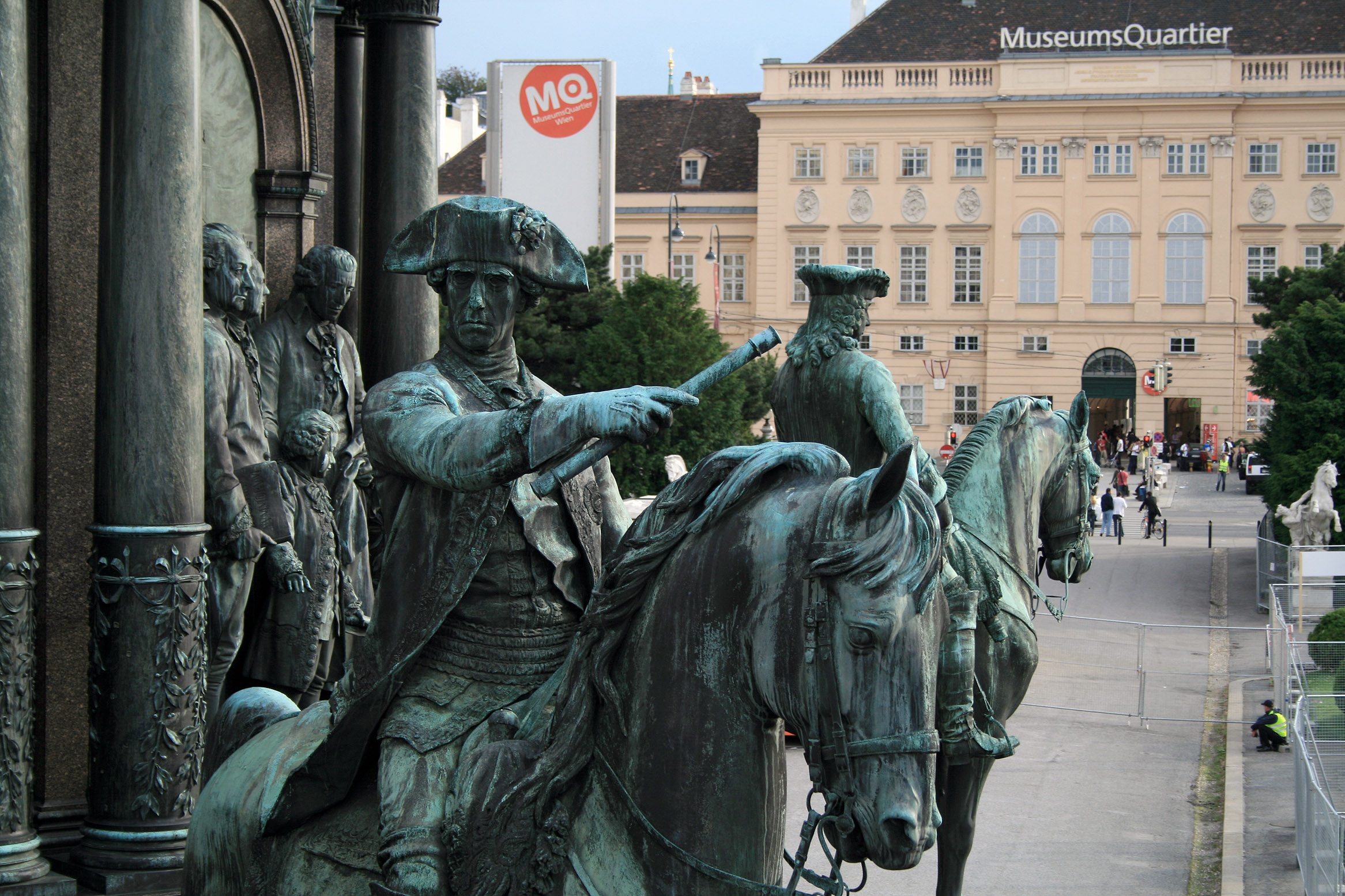
Gideon Ernst von Laudon
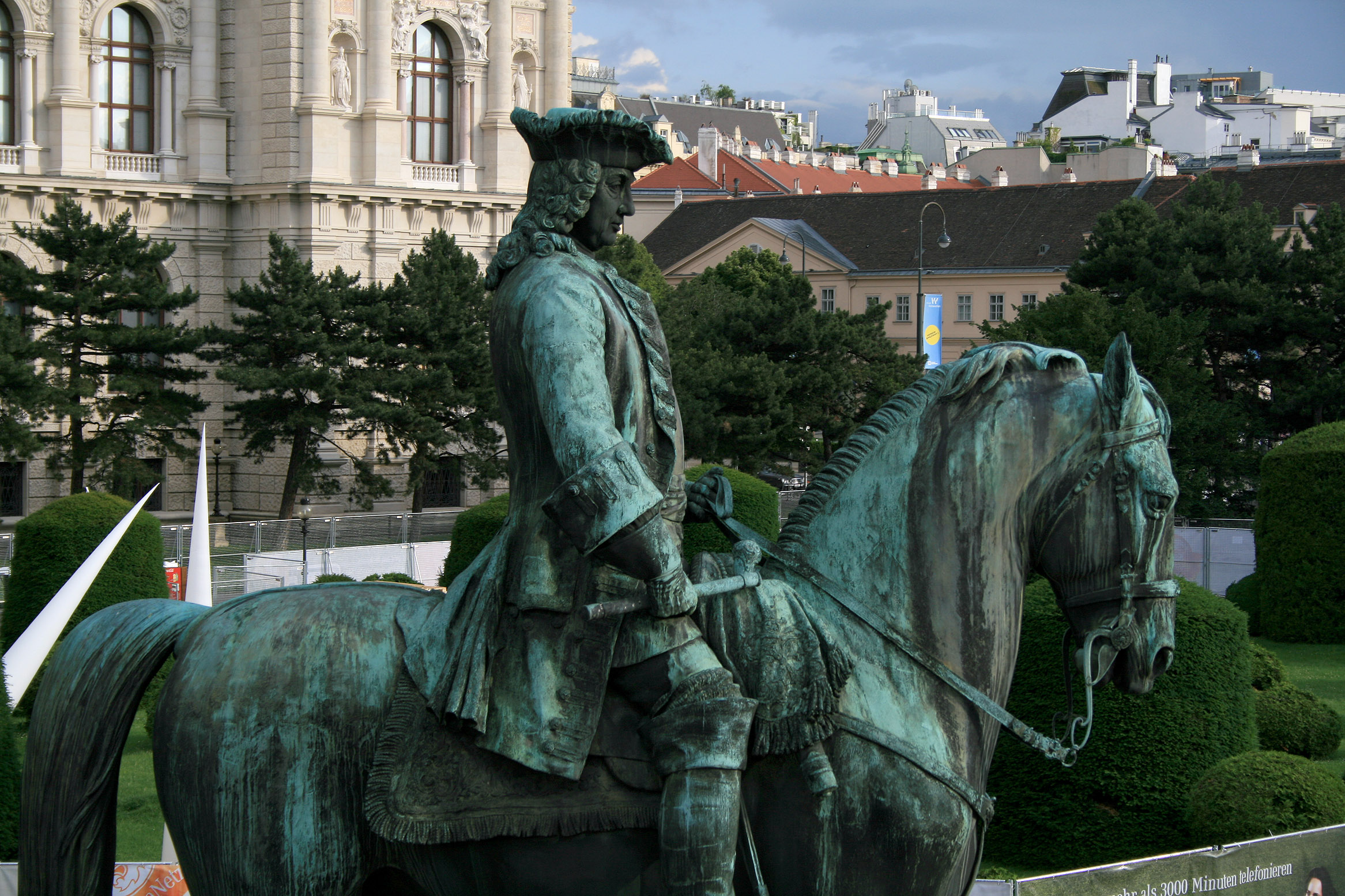
Otto Ferdinand von Abensperg und Traun

Il monumento è stato restaurato nell'ottobre del 2008 e nel corso dei lavori è stata scoperta, sotto il monumento, una volta di mattoni per sostenere adeguatamente e distribuire il peso dell'enorme monumento. Il restauro si è concluso definitivamente alla fine del 2013.